# Sphaerostephanos elatus
Sphaerostephanos elatus är en kärrbräkenväxtart. Sphaerostephanos elatus ingår i släktet Sphaerostephanos och familjen Thelypteridaceae.

## Underarter
Arten delas in i följande underarter:
- S. e. elatus
- S. e. thomensis